# Parnasso
Parnasso je literární časopis vydávaný v Helsinkách ve Finsku a ve finštině. Řadí se k nejváženějším literárním časopisům v zemi.
Začal vycházet v roce 1951 podle vzoru švédského literárního časopisu Bonniers Litterära Magasin. Redakce časopisu sídlí v Helsinkách. Časopis je součástí Yhtyneet Kuvalehdet Oy a vydavatelem je Otavamedia Oy.
Vychází sedmkrát do roka a přináší texty z oblasti poezie, povídek, esejů, literárního žurnalismu a recenze jak beletrie, tak populárně naučné literatury. V roce 1950 publikoval finské překlady básní španělského básníka Federika Garcíi Lorky a chilského básníka Pabla Nerudy; tyto básně přeložil do finštiny finský básník Jarno Pennanen.
V časopise vyšla také díla českých autorů, ve finském překladu Eero Balka to byli v roce 1993 Bohumil Hrabal a v roce 1994 Ludvík Aškenazy  a Daniel Micka.